# Silvio Carlos de Oliveira
Silvio Carlos de Oliveira oder einfach nur „Silvio“ (* 1. Februar 1985 in Mandaguari, Parana) ist ein ehemaliger brasilianisch-schweizerischer Fußballspieler.

## Karriere
Silvio begann im Alter von 7 Jahren in seinem Heimatland Fußball zu spielen. Mit 15 wurde er von Scouts des FC Santos entdeckt, wo er seine Profikarriere FC Santos begann. Seine zweite Station war CA Sorocaba.
Zu Beginn des Jahres 2005 wechselte er zum FC Wil in die Schweiz. Mit den Wilern spielte Silvio in der Challenge League, der zweithöchsten Spielklasse des Landes. Nach 1 ½ mäßigen Jahren, platzte beim Angreifer zur Saison 2007/08 der Knoten und er konnte in der Hinrunde elf Treffer in sechzehn Partien erzielen.
Diese Leistung blieb auch den Schweizer Erstligisten nicht unbemerkt und im Februar 2008 unterschrieb er einen Vertrag bis zum 30. Juni 2012 beim FC Zürich. Der FCZ wollte Silvio ursprünglich erst im Sommer 2008 übernehmen. Nachdem sich Eudis eine Verletzung zuzog, wurde dieser Transfer jedoch bereits zur Winterpause vorgezogen. Sein Debüt in der Axpo Super League gab der Stürmer schließlich am 24. Februar 2008 beim 1:2 gegen den FC Luzern. Dabei wurde Silvio von Trainer Bernard Challandes in der 59. Minute für Onyekachi Okonkwo eingewechselt. Ohne Erstligator beendete der Brasilianer die Saison.
Bereits im Oktober 2008 kehrte er auf Leihbasis zum FC Wil zurück. Mit diesen belegte er 2008/09 den dritten Rang in der zweiten Liga, was nicht für den Aufstieg reichte. Im Folgejahr wurde Silvio erneut ausgeliehen. Der Challenge-League-Vertreter FC Lugano sicherte sich für ein Jahr die Dienste des Offensivakteurs. Mit 15 Treffern (hinter Carlos Da Silva zweitbester Schütze des FCL) schoss Silvio den FC Lugano, hinter den FC Thun, auf Platz zwei in der Liga und damit in die Relegation um den Aufstieg in die höchste Schweizer Fußballklasse. Danach folgte eine weitere leihweise Saison bei Lausanne Sport, wo er mit 16 Treffern ebenfalls reüssieren konnte und in die Super League aufsteigt. Obwohl ihn die Waadtländer gerne definitiv übernommen hätten, gibt Silvio in der Folge einem Angebot aus der 2. Bundesliga den Vorzug.
Beim 1. FC Union Berlin stand er am ersten Spieltag der Saison 2011/12 gegen den FSV Frankfurt direkt in der Startelf und erzielte per Elfmeter sofort seinen ersten Treffer. Sein im September 2011 gegen Ingolstadt durch einen Seitfallzieher geschossenenes Tor wird von den Zuschauern der ARD zum Tor des Monats gewählt. Nach einer leichteren Verletzung konnte er in Berlin jedoch nicht mehr an seine vorgängigen Leistungen anknöpfen.
In der Winterpause der Saison 2013/14 wechselte er zum österreichischen Bundesligisten Wolfsberger AC und spielt mit dem Verein auch in der UEFA Europa League. In seinen zwei Jahren in Österreich bringt er es auf insgesamt 76 Ligaspiele und 27 Tore, sein höchster Wert bei einer einzelnen Station seiner Vereinskarriere.
Zur Saison 2016/17 kehrte er in die Schweiz zurück, wo er sich dem Zweitligisten FC Winterthur anschloss. In seiner ersten Spielzeit gelangen ihm 16 Tore in 33 Ligaeinsätzen. Nach 65 Ligaspielen mit den Eulachstädtern wechselte er im Sommer 2018 wieder zurück zum FC Wil, wo er bis zum Sommer 2020 spielte, als er schließlich seinen Vertrag bis Juli 2021 vorzeitig auflöste und wechselte zum FC Rapperswil-Jona. Im Januar 2021 kam er überraschend zurück ins Team des FC Wil. Im ersten Spiel gegen Aarau (3:1) erzielte er bereits einen Treffer und zog damit mit insgesamt 41 Toren dem bisherigen Wiler Rekordtorschützen Samel Šabanović gleich. Im April 2022 verlängerte Silvio seinen Vertrag um ein Jahr auf den Sommer 2023. Im Mai 2022 lag er auf Platz 2 der ewigen Torschützenliste der Challenge League und hätte von Igor Tadić gehaltene Führung in dieser Wertung übernehmen können. In der Saison 2022/23 verfehlte Silvio dieses Ziel um ein Tor. Im Juni 2023 gab der FC Wil bekannt, dass der auslaufende Vertrag nicht verlängert wird. Ende Juni 2023 wurde der Wechsel von Silvio zum SC Brühl St. Gallen bekannt gegeben. Im Sommer 2024 beendete Silvio seine Karriere und wurde U-15-Trainer beim Team Rheintal/Bodensee.

## Auszeichnungen
- ARD-Torschütze des Monats September 2011[13]